# Naturschutzgebiet Westenfelder Kalkknäppchen

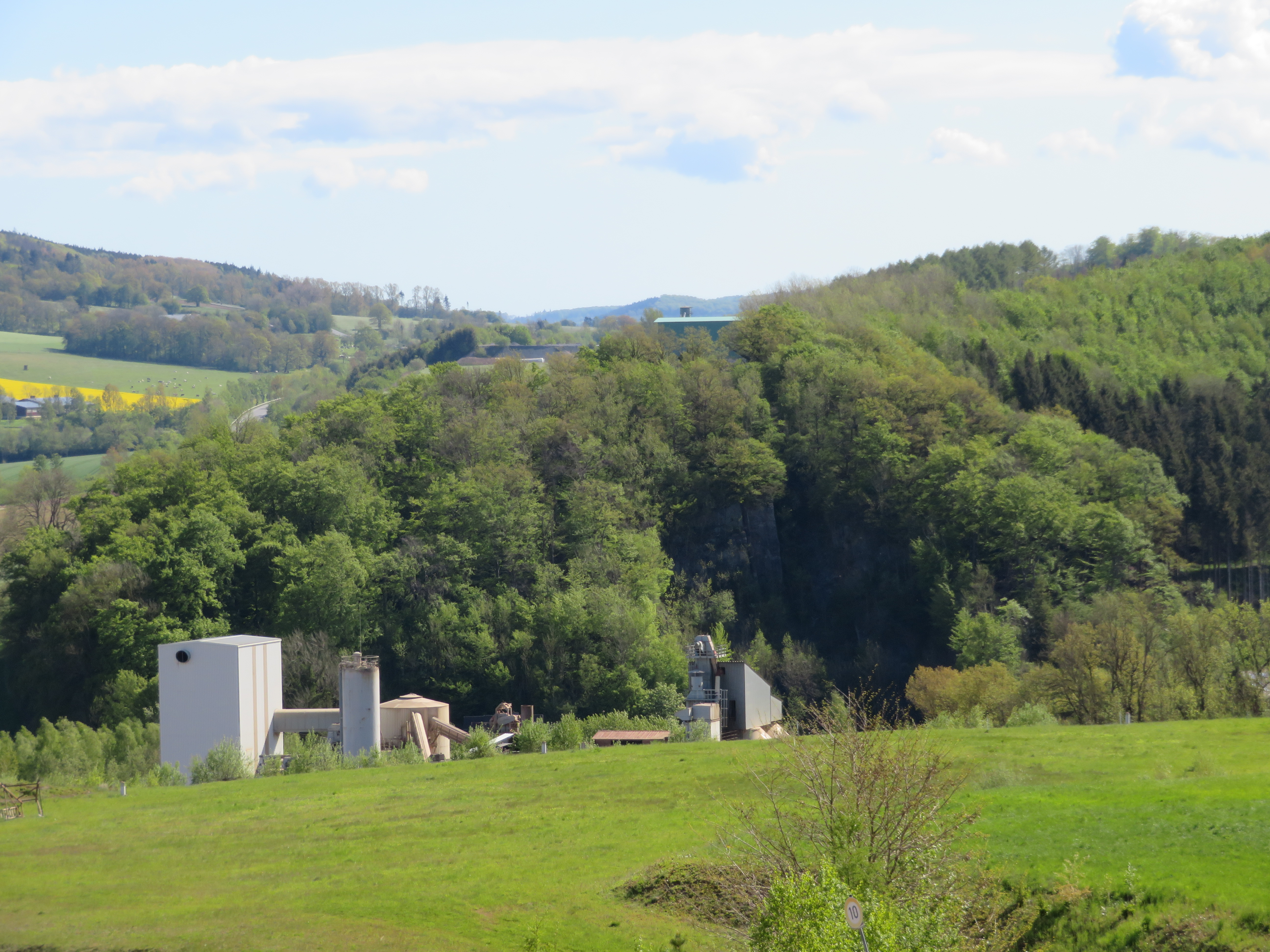
Naturschutzgebiet Westenfelder Kalkknäppchen in Bildmitte

Das Naturschutzgebiet Westenfelder Kalkknäppchen mit einer Größe von 2,6 ha liegt östlich von Westenfeld im Stadtgebiet von Sundern (Sauerland). Das Gebiet wurde 1993 mit dem Landschaftsplan Sundern durch den Hochsauerlandkreis als Naturschutzgebiet ausgewiesen. Das Gebiet wurde 1993 mit dem Landschaftsplan Sundern durch den Kreistag des Hochsauerlandkreises erstmals als Naturschutzgebiet (NSG) mit einer Flächengröße von 2,3 ha ausgewiesen. Bei der Neuaufstellung des Landschaftsplaners Sundern wurde das NSG erneut ausgewiesen und vergrößert. Das NSG beginnt direkt an Häusern im Bereich Westenfelder Mühle. Im Norden grenzt das Landschaftsschutzgebiet Hellefelder Senke an und im Südosten das Landschaftsschutzgebiet Sundern.

## Gebietsbeschreibung
Kleines Buchenwäldchen mit sehr artenreicher Krautschicht. Der zentrale Teil des NSG wird von einem alten Buchenmischwald mit überaus artenreicher Krautschicht mit einigen Orchideenarten gebildet. Der östliche NSG-Teil ist durch hohe Ahornanteile im Wald gekennzeichnet. Zerstreut und nur kleinflächig tritt das Kalkgestein in niedrigen Felsrippen frei zu Tage. Die anstehenden Kohlenkalke und dunklen Ton- und Alaunschiefern wurden früher im südlich angrenzenden kleinen Steinbruch abgebaut. Dessen bis etwa 25 m hohen Steilwände weisen an der Oberkante einen artenreichen Felsbewuchs auf. Neben den Orchideenarten ist das größere Vorkommen der Grüne Nieswurz vorhanden. Ebenso bemerkenswert ist ein kleiner Bestand des Schmalblättriger Hohlzahn.

## Schutzzweck
Das NSG soll den Schluchtwald und andere Waldbereiche mit Quelle und Quellbach mit den dortigen Arten schützen. Wie bei allen Naturschutzgebieten in Deutschland wurde in der Schutzausweisung darauf hingewiesen, dass das Gebiet „wegen der Seltenheit, besonderen Eigenart und Schönheit des Gebietes“ zum Naturschutzgebiet wurde.